# Rémi d'Avezac de Moran
Pour les articles homonymes, voir Avezac et Moran.
Rémi (ou Rémy) d'Avezac (ou Davezac) de Moran, né le 9 septembre 1851 à Dax et mort le 2 juillet 1912 dans la même ville, est un journaliste et militant monarchiste français. Il est le rédacteur en chef du journal L'Avant Garde de 1884 à 1912 et président du comité monarchiste des Landes.

## Biographie
Rémi d'Avezac de Moran naît le 9 septembre 1851 à Dax. Catholique, patriote, régionaliste, il est un monarchiste partisan de Philippe d'Orléans.
Il est un des principaux animateurs du comité monarchiste des Landes, fondé en 1884. Lors d'une réunion à Dax le 13 mars 1884, il regrette l'absence de participation des bonapartistes au comité. En 1886, il est vaincu aux élections dans le canton de Dax. Il participe à une réunion du comité à Dax en décembre 1900, et en devient le directeur de l'assemblée générale. Il appelle à l'alliance des catholiques et monarchistes et s'oppose au ralliement et au toast d'Alger, qu'il nomme « le regrettable toast ». Il est président du comité monarchiste des Landes à la fin du XIXe siècle. Dans les années 1890 et 1900, il entretient une communication épistolaire avec le député des Landes nationaliste et antisémite Théodore Denis, le soutient et le félicite lors de ses élections. Ces lettres sont conservées dans des archives privées, chez Madeleine Jogan à Dax.
Journaliste, il fonde et devient le directeur de L'Avant-garde, hebdomadaire monarchiste paraissant à Dax de 1884 à 1924, qui tire à 900 exemplaires en 1913. Il y attaque avec violence la République, la franc-maçonnerie, le jacobinisme, la centralisation de l'État et le ralliement,. Il est membre de la société de Borda. Il meurt à Dax le 2 juillet 1912, à 60 ans.

## Compositions
Il est aussi le compositeur de deux œuvres musicales :
- Souvenir de Dax, valse chantée, Paris, Leduc, Bertrand et Cie, 1911, 8 p. (BNF 42824841, lire en ligne) ;
- Nos aviateurs : chant patriotique, Paris, Leduc, 1912, 8 p. (BNF 42824840, lire en ligne).